# سایه سرنوشت (فیلم)
سایه سرنوشت فیلمی به کارگردانی و نویسندگی اسماعیل کوشان محصول سال ۱۳۴۰ است.

## خلاصه داستان
زنی خودکشی می‌کند چون نمی‌خواهد تسلیم وسوسه‌های شیطانی مادرش شود...

## بازیگران
- ناصر ملک مطیعی
- ایرن زازیانس
- مهین دیهیم
- میلانی
- جمشید مهرداد
- سیمین
- اسماعیل عظیم پور